# Slowakische Badmintonmeisterschaft 1997
Die Slowakische Badmintonmeisterschaft 1997 war die fünfte Auflage der Titelkämpfe im Badminton in der Slowakei. Sie fand vom 19. bis zum 20. April 1997 in Žilina statt.

## Medaillengewinner
| Disziplin    | Gold                                                                           | Silber                                                                  | Bronze                                                              |
| ------------ | ------------------------------------------------------------------------------ | ----------------------------------------------------------------------- | ------------------------------------------------------------------- |
| Herreneinzel | Pavel Mečár (Slávia ŽU Žilina)                                                 | Juraj Brestovský (ŠK Benni Nitra)                                       | Marián Šulko (Spoje Bratislava)                                     |
| Herreneinzel | Pavel Mečár (Slávia ŽU Žilina)                                                 | Juraj Brestovský (ŠK Benni Nitra)                                       | Vladimír Turlík (Slávia TU Košice)                                  |
| Dameneinzel  | Kvetoslava Orlovská (BC Prešov)                                                | Zuzana Kenížová (Spoje Bratislava)                                      | Barbora Bobrovská (Družstevník Klenovec)                            |
| Dameneinzel  | Kvetoslava Orlovská (BC Prešov)                                                | Zuzana Kenížová (Spoje Bratislava)                                      | Eva Sládeková (CEVA Trenčín)                                        |
| Herrendoppel | Marek Navrátil (Spoje Bratislava) Marián Šulko (Spoje Bratislava)              | Ľubomír Čechovský (Slávia TU Košice) Bohumil Kašela (Slávia TU Košice)  | Gabriel Rosina (CEVA Trenčín) Ľubomír Tetur (CEVA Trenčín)          |
| Herrendoppel | Marek Navrátil (Spoje Bratislava) Marián Šulko (Spoje Bratislava)              | Ľubomír Čechovský (Slávia TU Košice) Bohumil Kašela (Slávia TU Košice)  | Juraj Brestovský (Benni Nitra) Igor Novák (ŽU Žilina)               |
| Damendoppel  | Barbora Bobrovská (Družstevník Klenovec) Radka Majorská (Družstevník Klenovec) | Jana Kollárová (CEVA Trenčín) Adriana Šidlová (CEVA Trenčín)            | Kvetoslava Orlovská (BC Prešov) Júlia Turzáková (Lokomotíva Košice) |
| Damendoppel  | Barbora Bobrovská (Družstevník Klenovec) Radka Majorská (Družstevník Klenovec) | Jana Kollárová (CEVA Trenčín) Adriana Šidlová (CEVA Trenčín)            | Katarína Ballonová (CEVA Trenčín) Eva Sládeková (CEVA Trenčín)      |
| Mixed        | Juraj Brestovský (Benni Nitra) Zuzana Kenížová (Spoje Bratislava)              | Pavel Mečár (Slávia ŽU Žilina) Barbora Bobrovská (Družstevník Klenovec) | Martin Klčo (CEVA Trenčín) Martina Švecová (CEVA Trenčín)           |
| Mixed        | Juraj Brestovský (Benni Nitra) Zuzana Kenížová (Spoje Bratislava)              | Pavel Mečár (Slávia ŽU Žilina) Barbora Bobrovská (Družstevník Klenovec) | Ivan Piovarči (CEVA Trenčín) Adriana Šidlová (CEVA Trenčín)         |